# Kholo
Kholo är en del av en befolkad plats i Australien. Den ligger i kommunen Brisbane och delstaten Queensland, omkring 27 kilometer väster om delstatshuvudstaden Brisbane. Antalet invånare är 613. Den ligger vid sjön Lake Manchester.
Runt Kholo är det ganska tätbefolkat, med 160 invånare per kvadratkilometer.. Närmaste större samhälle är Ipswich, omkring 13 kilometer söder om Kholo.
I omgivningarna runt Kholo växer huvudsakligen savannskog. Genomsnittlig årsnederbörd är 1 252 millimeter. Den regnigaste månaden är januari, med i genomsnitt 248 mm nederbörd, och den torraste är oktober, med 34 mm nederbörd.